# Putiłkowo
Putiłkowo (ros. Путилково) – wieś (dieriewnia) w Rosji, w obwodzie moskiewskim, w okręgu miejskim Krasnogorska. W 2010 liczyła 2464 mieszkańców.